# Bolulla
Bolulla és un municipi del País Valencià situat a la comarca de la Marina Baixa.

## Geografia
El seu terme, 13,6 km², està enclavat en la vall de Tàrbena, al peu de la Penya de l'Or i en ell podem trobar les coves de la Pataeta i de la Renyinyosa i, en la Penya del Castellet, les restes del despoblat i el castell de Garx.
El relleu és molt muntanyenc i forma una espècie de vall d'orientació NO-SE solcada pels barrancs de la Canal i del Negre, que confluïxen en el terme de Castell de Castells per a formar el riu de Bolulla, el qual s'unix al del'Algar en el terme de Callosa d'en Sarrià. La vall tanca pel nord i nord-oest una successió de tossals alts, entre els quals destaquen la Penya de Medoc (762 m), la Penya del Castellet (743 m) i la Penya de les Vinyes (644 m) que els separa de Tàrbena. Per l'oest s'alça la serra de la Xortà (1.124 m en el Morro Blau, frontera amb el Castell de Guadalest) que es perllonga després per la serra de l'Or (663 m), la qual fa de frontera natural amb Callosa. En l'extrem interior de la vall, el Coll del Xorquet aprofita com a via de comunicacions pel vell camí de ferradura que duia a Castell de Castells. La major part de la superfície municipal està coberta de sòls trencats i rocosos, sobretot els quals creix una vegetació de pins i matolls.

### Límits
El terme de Bolulla limita amb els de Callosa d'en Sarrià, el Castell de Guadalest i Tàrbena (a la mateixa comarca); i Castell de Castells (a la Marina Alta).

### Accés
Per a arribar al municipi cal prendre la carretera CV-715 des de Callosa d'en Sarrià o des de Tàrbena.

## Història
L'origen de Bolulla és una alqueria islàmica que fou conquistada per Jaume I en 1254 i donada a la mitra de València. Juntament amb Alcia i Garx, avui despoblats, formava la baronia de Bolulla. En 1609 per culpa de l'expulsió dels moriscos va quedar despoblat; en 1646 hi havia 14 famílies. Al segle xix la població havia crescut fins als 1.074 habitants però l'emigració del XX va delmar la població fins a la situació actual: 357 habitants, de gentilici bolullers en el cens de 2003.

## Demografia
| 1900 | 1910 | 1920 | 1930 | 1940 | 1950 | 1960 | 1970 | 1981 | 1991 | 2000 | 2005 | 2007 | 2008 |
| ---- | ---- | ---- | ---- | ---- | ---- | ---- | ---- | ---- | ---- | ---- | ---- | ---- | ---- |
| 901  | 701  | 801  | 689  | 638  | 600  | 526  | 456  | 298  | 257  | 324  | 392  | 399  | 415  |

## Economia
L'activitat econòmica ha estat centrada històricament a l'agricultura de secà, i amb important presència de la ramaderia.
Actualment predominen els cultius de regadiu destacant els cítrics i especialment el nespre "nesprer del Japó" (localment conegut com a nyespro). Inclòs en la denominació d'origen Nespres Callosa d'en Sarrià

## Política i govern

### Alcaldia
Des de 2019 l'alcalde de Bolulla és Adrián Martínez Calafat del Partit Popular (PP).
| Període                       | Alcalde o alcaldessa    | Partit polític | Data de possessió | Observacions |
| ----------------------------- | ----------------------- | -------------- | ----------------- | ------------ |
| 1979–1983                     | Miguel Ferrer Montiel   | UCD            | 19/04/1979        | --           |
| 1983–1987                     | Miguel Ferrer Montiel   | GIB            | 28/05/1983        | --           |
| 1987–1991                     | Andreu Ferrer Ruiz      | PSPV-PSOE      | 30/06/1987        | --           |
| 1991–1995                     | Andreu Ferrer Ruiz      | PSPV-PSOE      | 15/06/1991        | --           |
| 1995–1999                     | Andreu Ferrer Ruiz      | PSPV-PSOE      | 17/06/1995        | --           |
| 1999–2003                     | Andreu Ferrer Ruiz      | PSPV-PSOE      | 03/07/1999        | --           |
| 2003–2007                     | Andreu Ferrer Ruiz      | PSPV-PSOE      | 14/06/2003        | --           |
| 2007–2011                     | Andreu Ferrer Ruiz      | PSPV-PSOE      | 16/06/2007        | --           |
| 2011–2015                     | Andreu Ferrer Ruiz      | PSPV-PSOE      | 11/06/2011        | --           |
| 2015–2019                     | Andreu Ferrer Ruiz      | PSPV-PSOE      | 13/06/2015        | --           |
| 2019-2023                     | Adrián Martínez Calafat | PP             | 15/06/2019        | --           |
| Des de 2023                   | n/d                     | n/d            | 17/06/2023        | --           |
| Fonts: Generalitat Valenciana |                         |                |                   |              |

### Eleccions municipals de 2015
| Candidatura | Candidatura                               | Cap de llista               | Vots | Regidors | % vots |
| ----------- | ----------------------------------------- | --------------------------- | ---- | -------- | ------ |
|             | Partit Socialista del País Valencià       | Andreu Ferrer Ruiz          | 133  | 4        |        |
|             | Partit Popular de la Comunitat Valenciana | Maria Isabel Montiel Vaquer | 98   | 3        |        |
| Total       | Total                                     | 236                         | 236  | 7        |        |

## Edificis d'interés
El nucli urbà no ha enregistrat el pas del temps i conserva la tranquil·litat pròpia dels xicotets pobles de muntanya. Hi ha l'església de Sant Josep, del segle xviii.

## Festes
Les festes patronals se celebren el tercer diumenge d'agost en honor de Sant Josep i a la Mare de Déu dels Dolors. S'organitzen actes religiosos (missa i processó) i populars (revetlles, sopars, partides de pilota valenciana, focs d'artifici, etc.)

## Gastronomia i artesania
Destaca la paella valenciana, arròs amb fesols i penques, minxos, faves sacsades i coques. En l'artesania se solen esmentar les toquetes de llana, els productes de ganxet i els cabassos de palma.